# 华北珍珠梅
华北珍珠梅（学名：Sorbaria kirilowii）为蔷薇科珍珠梅属下的一个种。

## 扩展阅读
- 維基物種上的相關：华北珍珠梅